# Ödön Földessy
Ödön Földessy (1. července 1929, Békés – 9. června 2020) byl maďarský atlet, mistr Evropy ve skoku do dálky z roku 1954.

## Sportovní kariéra
V roce 1952 a 1956 startoval na olympiádách v soutěži dálkařů – při prvním startu v Helsinkách vybojoval bronzovou medaili, v Melbourne nepostoupil do finále. V roce 1954 získal v Bernu titul mistra Evropy ve skoku dalekém. Jeho osobní rekord 776 cm pochází z roku 1953.